# 細井為行
細井 為行（ほそい ためゆき、1943年 - ）は、日本の弁護士、警察官僚。

## 来歴
静岡県浜松市生まれ。静岡県立浜松北高等学校、中央大学法学部卒業。1967年、警察庁入庁。入庁同期に、野田健（警視総監）、渡辺泉郎（関東管区警察局長）、山本博一（大阪府警察本部長）、武居澄男（警察大学校長）など。翌年、警察庁刑事局捜査一課に配属された。
その後、中隊長（警部）として東大安田講堂事件に参加。1969年に中央大法学部研究室に移り、1970年に司法修習生。以後はロンドン大学院、米国法律事務所への留学を経て国際弁護士となる。